# Vorstenbosch
Vorstenbosch est un village situé dans la commune néerlandaise de Bernheze, dans la province du Brabant-Septentrional. Le 1er janvier 2008, le village comptait 1 777 habitants.